# Condado de Cass (Dakota del Norte)
El condado de Cass (en inglés: Cass County, North Dakota), fundado en 1873,  es uno de los 53 condados  del estado estadounidense de Dakota del Norte. En el censo oficial de 2000 tenía una población de  2593 habitantes con una densidad poblacional de 3 personas por km². La sede del condado es Fargo.

## Geografía
Según la Oficina del Censo, el condado tiene un área total de 4579 km² (1768,0 mi²), de la cual 4571 km² (1764,9 mi²) es tierra y 27 km² (10,4 mi²) es agua.

## Historia
Condado de Cass se remonta a los días de la Dakota del Territorio. Fue uno de los condados originales se define en 1872, y se organizó el 27 de octubre de 1873, en una reunión en Fargo. Es nombrado en honor de un ferrocarril de ejecución George Washington Cass.

## Gobierno
Condado de Cass se rige por una junta de comisionados, elegidos para un mandato de cuatro años. Otros funcionarios elegidos son el auditor, grabadora, el alguacil, el fiscal del estado, y el tesorero. Funcionarios designados incluyen administrador, agente de extensión, director de la nivelación de impuestos, ingeniero de caminos, coordinador de tecnología de la información, oficial de servicios sociales, oficial de servicio de los veteranos, y el oficial de control de malezas.

### Condados adyacentes
- Condado de Traill (norte)
- Condado de Norman (noreste)
- Condado de Clay (este)
- Condado de Richland (sureste)
- Condado de Ransom (suroeste)
- Condado de Barnes (oeste)
- Condado de Steele (noroeste)

### Áreas protegidas nacionales
- Lago de Hobart Refugio Nacional de Vida Silvestre
- Slough Stoney Refugio Nacional de Vida Silvestre
- Tomahawk Refugio de Vida Silvestre Nacional

## Demografía
En el 2000 la renta per cápita promedia del condado era de $38 147, y el ingreso promedio para una familia era de $51 469. El ingreso per cápita para el condado era de $20 889. En 2000 los hombres tenían un ingreso per cápita de $32 216 versus $22 300 para las mujeres. Alrededor del 10.10% de la población estaba bajo el umbral de pobreza nacional.
| 1880 | 1890   | 1900   | 1910   | 1920   | 1930   | 1940   | 1950   | 1960   | 1970   | 1980   | 1990   | 2000    | Est. 2009 |
| ---- | ------ | ------ | ------ | ------ | ------ | ------ | ------ | ------ | ------ | ------ | ------ | ------- | --------- |
| 8998 | 19 613 | 13 159 | 28 625 | 33 935 | 41 477 | 48 735 | 52 849 | 58 877 | 66 947 | 73 653 | 88 247 | 102 874 | 143 339   |

## Mayores autopistas
| - Interestatal 29 - Interestatal 94 - U.S. Highway 10 - U.S. Highway 52 | - U.S. Highway 81 - Carretera de Dakota del Norte 18 - Carretera de Dakota del Norte 38 - Carretera de Dakota del Norte 46 |

## Lugares

### Ciudades
| - Fargo - West Fargo - Casselton - Horace - Mapleton - Harwood - Kindred - Arthur - Hunter | - Reile's Acres - Frontier - Davenport - Leonard - Tower City - Oxbow - Page - Buffalo | - Grandin - Argusville - Amenia - Gardner - Briarwood - Prairie Rose - North River - Alice - Ayr |

Nota: todas las comunidades incorporadas en Dakota del Norte se les llama "ciudades" independientemente de su tamaño

### Lugares señalados por el censo
- Erie
- Wheatland

### Comunidad no incorporada
- Absaraka

### Municipios
| - Municipio de Addison - Municipio de Amenia - Municipio de Arthur - Municipio de Ayr - Municipio de Barnes - Municipio de Bell - Municipio de Berlin - Municipio de Buffalo - Municipio de Casselton - Municipio de Chaffee - Municipio de Clifton - Municipio de Cornell - Municipio de Davenport - Municipio de Dows - Municipio de Durbin - Municipio de Eldred - Municipio de Empire | - Municipio de Erie - Municipio de Everest - Municipio de Fargo - Municipio de Gardner - Municipio de Gill - Municipio de Gunkel - Municipio de Harmony - Municipio de Harwood - Municipio de Highland - Municipio de Hill - Municipio de Howes - Municipio de Hunter - Municipio de Kinyon - Municipio de Lake - Municipio de Leonard - Municipio de Maple River - Municipio de Mapleton | - Municipio de Noble - Municipio de Normanna - Municipio de Page - Municipio de Pleasant - Municipio de Pontiac - Municipio de Raymond - Municipio de Reed - Municipio de Rich - Municipio de Rochester - Municipio de Rush River - Municipio de Stanley - Municipio de Tower - Municipio de Walburg - Municipio de Warren - Municipio de Watson - Municipio de Wheatland - Municipio de Wiser |